# Дунавски лимес
Под Дунавски лимес (от латински: limes, лимес, означаващо граница) се разбира границата на Римската империя по река Дунав с прилежащата фортификационна система, която е съставлявала външния отбранителен пръстен на империята. Той е основан от императорите Домициан и Траян.
Първоначално той се е разпростирал от горното течение на Дунав в днешна Австрия, Унгария, Словакия, Сърбия, до долното поречие на реката между днешна България и Румъния, която е и граница на римската провинция Мизия с Дакия. През 488 година лимесът по горното течение на Дунава е изоставен. По долното течение той продължава да съществува до идването на прабългарите.
Отбранителеният район има за цел да ограничава и спира варварските нашествия от север и изток (славяни, даки, авари, хуни, готи и прочее) и се е състои от множество крепости, разположени по поречието на река Дунав. В Мизийския сектор по долното течение на Дунава са известни:
- Cusum – днес Петроварадинска крепост
- Сингидунум,
- Виминациум,
- Акве,
- Рациария,
- Нове,
- Ескус, дн. Гиген,
- Доросторум,
- Троезмис,
- Новиодунум,

- Трикорнум, близо до гр. Белград,
- Бонония близо до гр. Видин,
- Алмус, дн. Лом,
- Ятрус, при село Кривина на река Янтра, Русенско,
- Тримамиум, при село Мечка, Русенско,
- Сексагинта Приста, близо до гр. Русе,
- Трансмариска,
- Аксиополис,
- Халмира.

В някои от тях са разположени цели римски легиони, като крепостта Нове, където след победата на император Траян над даките е разположен VIII Августовски легион. През 271/272 година император Аврелиан се оттегля от провинцията Дакия и голяма част от тамошното население се преселва в Мизия, което довежда до укрепяване на Лимеса. По времето на императорите Юстиниан I и Маврикий Дунавският Лимес се възстановява и укрепва.